# Christian Adolph Klotz

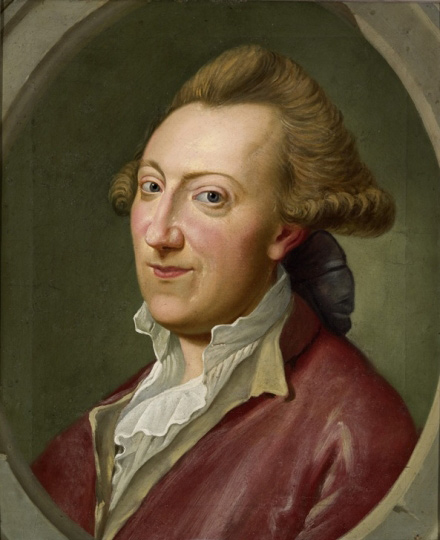
Christian Adolf Klotz, Gemälde von Johann Georg Rosenberg, um 1770, Gleimhaus Halberstadt

Christian Adolph Klotz (* 13. November 1738 in Bischofswerda; † 31. Dezember 1771 in Halle (Saale)) war ein deutscher Philologe.
Klotz war Sohn eines Superintendenten. Er besuchte die Universitäten Leipzig und Jena. Im Jahr 1762 erhielt er einen Ruf als Extraordinarius nach Göttingen und wurde dort 1763 zum ordentlichen Professor ernannt. 1765 wurde Klotz Professor für Philosophie und Beredsamkeit an der Universität Halle.

## Veröffentlichungstätigkeit
Klotz war mehr als Autor denn als Lehrender tätig. Er schrieb lateinische Gedichte, Satiren und Abhandlungen sowie Schriften zur Münzkunde und über antike Gemmen. Ferner gab er Epigramme von Straton von Sardis und Fragmente des Tyrtaios heraus. Sein in Halle 1767–1771 in 24(?) Stücken herausgegebenes Rezensionsblatt Deutsche Bibliothek der schönen Wissenschaften – eine der drei von ihm herausgegebenen, zum größten Teil von ihm selbst verfassten Zeitschriften – war ein Gegenprojekt zur Allgemeinen deutschen Bibliothek von Friedrich Nicolai.

## Literarische Dispute
Klotz, der eine Gruppe von enthusiastischen Anhängern um sich gesammelt hatte, war in zahlreiche Streitigkeiten seiner Zeit verwickelt. Bekannt ist er heute vor allem aus den Schriften seiner beiden Hauptkontrahenten.
Ein banaler Kommentar von Klotz zu Lessings Laokoon war Anlass für diesen, eine Reihe von Streitschriften gegen den Klotzismus zu verfassen, die sich gegen inhaltsarmes Wortgepränge und den verharmlosend-süßlichen höfischen Rokokogeschmack mit seiner selbstgefälligen Glätte richteten. Klotz und seine Anhänger feierten die verspielte Anakreontik als Inbegriff der antiken Kunst, verschlossen aber die Augen vor der sich vollziehenden Entstehung einer neuen deutschen Nationalliteratur, wie sie von Lessing, Klopstock (der als erster die antiken Odenmaße beherrschte) und anderen gefordert und beispielhaft realisiert wurde. Hier zeigt sich ein ganz anderer Zugriff auf die Antike als in der Literatur und Kunst der Rokoko. Auch Herder, der u. a. wegen Klotz’ Polemik Riga verließ, kritisierte seinen Mangel an gründlicher Forschung und unabhängigem Urteil. Seine Geschichte des Geschmacks und der Kunst aus Münzen sei verfasst mit „beständigen Ausschweifungen, in lauter Geschmacksvollen Anmerkungen, mit öftern höflichen Freundschaftsbezeigungen zweihundert Seiten hin deklamirt, als wenn jede Periode aus dem Lateinischen übersetzt wäre, als wenn zu jedem Stäubchen zween Windmühlen und zur Schriftstellerhöflichkeit beständig fortscharrende Komplimente nöthig wären“.